# Laurel Lake
Laurel Lake és una concentració de població designada pel cens dels Estats Units a l'estat de Nova Jersey. Segons el cens del 2000 tenia 2.929 habitants.

## Demografia
Segons el cens del 2000, Laurel Lake tenia 2.929 habitants, 1.078 habitatges, i 767 famílies. La densitat de població era de 642,6 habitants/km².
Dels 1.078 habitatges en un 37,8% hi vivien nens de menys de 18 anys, en un 46,3% hi vivien parelles casades, en un 16,1% dones solteres, i en un 28,8% no eren unitats familiars. En el 22,8% dels habitatges hi vivien persones soles el 8,3% de les quals corresponia a persones de 65 anys o més que vivien soles. El nombre mitjà de persones vivint en cada habitatge era de 2,72 i el nombre mitjà de persones que vivien en cada família era de 3,13.
Per edats la població es repartia de la següent manera: un 28,8% tenia menys de 18 anys, un 10,1% entre 18 i 24, un 30,5% entre 25 i 44, un 19,7% de 45 a 60 i un 10,8% 65 anys o més.
L'edat mediana era de 32 anys. Per cada 100 dones de 18 o més anys hi havia 96,6 homes.
La renda mediana per habitatge era de 32.041 $ i la renda mediana per família de 32.432 $. Els homes tenien una renda mediana de 33.299 $ mentre que les dones 21.048 $. La renda per capita de la població era de 12.965 $. Aproximadament el 15,7% de les famílies i el 17,8% de la població estaven per davall del llindar de pobresa.

## Poblacions més properes
El següent diagrama mostra les poblacions més properes.